# FA-cupen 1911/1912
FA-cupen 1911/12 var den 41:a upplagan av engelska FA-cupen. Finalen spelades mellan Barnsley och West Bromwich Albion. Finalen fick spelas om efter oavgjort resultat och i omspelsmatchen vann Barnsley.

## Spelschema
Spelschemat för FA Cup 1911/1912 innefattade två inledande omgångar, fem kvalificeringsomgångar fyra ordinarie omgångar följt av semifinaler och final.
| Omgång                        | Datum                    |
| ----------------------------- | ------------------------ |
| Extra inledande omgång        | Lördag 9 september 1911  |
| Inledande omgång              | Lördag 16 september 1911 |
| Första kvalificeringsomgången | Lördag 30 september 1911 |
| Andra kvalificeringsomgången  | Lördag 14 oktober 1911   |
| Tredje kvalificeringsomgången | Lördag 4 november 1911   |
| Fjärde kvalificeringsomgången | Lördag 18 november 1911  |
| Femte kvalificeringsomgången  | Lördag 2 december 1911   |
| Första omgången               | Lördag 13 januari 1912   |
| Andra omgången                | Lördag 3 februari 1912   |
| Tredje omgången               | Lördag 24 februari 1912  |
| Fjärde omgången               | Lördag 9 mars 1912       |
| Semifinaler                   | Lördag 30 mars 1912      |
| Final                         | Lördag 20 april 1912     |

## Första omgången
37 av de 40 klubbarna ifrån ligans division 1 och division 2 anslöt i första omgång till de 12 klubbar som tagit sig vidare genom kvalomgångarna. De tre övriga ligaklubbarna, Stockport County, Grimsby Town och Gainsborough Trinity hade  istället börjat redan i fjärde kvalomgången. Grimsby Town förlorade till Lincoln City i den kvalo,gången medan de två övriga tillsammans med tio icke-ligalag, det vill säga, klubbar från serier utanför division 1 och 2.
Femton icke-ligalag var direktkvalificerade till den första omgången så att det totala antalet lag i omgången var 64. De femton var:
| Southampton         |
| Millwall            |
| Queens Park Rangers |
| Crystal Palace      |
| Swindon Town        |

| Plymouth Argyle  |
| Leyton           |
| Portsmouth       |
| Northampton Town |
| Bristol Rovers   |

| Norwich City           |
| Luton Town             |
| West Ham United        |
| Brighton & Hove Albion |
| Coventry City          |

De 32 matcherna spelades lördagen den 13 januari 1912. Åtta matcher slutade oavgjort och gick till omspel den efterkommande veckan, en match behövde en andra omspelmatch för att avgöras.
| Nr     | Hemmalag                | Resultat | Bortalag                | Datum           |
| ------ | ----------------------- | -------- | ----------------------- | --------------- |
| 1      | Birmingham              | 0–0      | Barnsley                | 13 januari 1912 |
| Omspel | Barnsley                | 3–0      | Birmingham              | 22 januari 1912 |
| 2      | Darlington              | 2–1      | Brighton & Hove Albion  | 13 januari 1912 |
| 3      | Bury                    | 2–1      | Millwall                | 13 januari 1912 |
| 4      | Liverpool               | 1–0      | Leyton                  | 13 januari 1912 |
| 5      | Preston North End       | 0–1      | Manchester City         | 13 januari 1912 |
| 6      | Southampton             | 0–2      | Coventry City           | 13 januari 1912 |
| 7      | Watford                 | 0–0      | Wolverhampton Wanderers | 13 januari 1912 |
| Omspel | Wolverhampton Wanderers | 10–0     | Watford                 | 24 januari 1912 |
| 8      | Nottingham Forest       | 0–1      | Bradford Park Avenue    | 13 januari 1912 |
| 9      | Blackburn Rovers        | 4–1      | Norwich City            | 13 januari 1912 |
| 10     | Aston Villa             | 6–0      | Walsall                 | 13 januari 1912 |
| 11     | Bolton Wanderers        | 1–0      | Woolwich Arsenal        | 13 januari 1912 |
| 12     | Southport Central       | 0–2      | Reading                 | 13 januari 1912 |
| 13     | Crewe Alexandra         | 1–1      | Blackpool               | 13 januari 1912 |
| Omspel | Blackpool               | 2–2      | Crewe Alexandra         | 22 januari 1912 |
| Omspel | Crewe Alexandra         | 1–2      | Blackpool               | 25 januari 1912 |
| 14     | Middlesbrough           | 0–0      | Sheffield Wednesday     | 13 januari 1912 |
| Omspel | Sheffield Wednesday     | 1–2      | Middlesbrough           | 25 januari 1912 |
| 15     | West Bromwich Albion    | 3–0      | Tottenham Hotspur       | 13 januari 1912 |
| 16     | Sunderland              | 3–1      | Plymouth Argyle         | 13 januari 1912 |
| 17     | Derby County            | 3–0      | Newcastle United        | 13 januari 1912 |
| 18     | Lincoln City            | 2–0      | Stockport County        | 13 januari 1912 |
| 19     | Luton Town              | 2–4      | Notts County            | 13 januari 1912 |
| 20     | Swindon Town            | 5–0      | Sutton Junction         | 13 januari 1912 |
| 21     | Queens Park Rangers     | 0–0      | Bradford City           | 13 januari 1912 |
| Omspel | Bradford City           | 4–0      | Queens Park Rangers     | 18 januari 1912 |
| 22     | Fulham                  | 2–1      | Burnley                 | 13 januari 1912 |
| 23     | Brentford               | 0–0      | Crystal Palace          | 13 januari 1912 |
| Omspel | Crystal Palace          | 4–0      | Brentford               | 17 januari 1912 |
| 24     | Bristol Rovers          | 1–2      | Portsmouth              | 13 januari 1912 |
| 25     | Northampton Town        | 1–0      | Bristol City            | 13 januari 1912 |
| 26     | West Ham United         | 2–1      | Gainsborough Trinity    | 13 januari 1912 |
| 27     | Manchester United       | 3–1      | Huddersfield Town       | 13 januari 1912 |
| 28     | Leeds City              | 1–0      | Glossop                 | 13 januari 1912 |
| 29     | Clapton Orient          | 1–2      | Everton                 | 13 januari 1912 |
| 30     | Oldham Athletic         | 1–1      | Hull City               | 13 januari 1912 |
| Omspel | Hull City               | 0–1      | Oldham Athletic         | 16 januari 1912 |
| 31     | Chelsea                 | 1–0      | Sheffield United        | 13 januari 1912 |
| 32     | Croydon Common          | 2–2      | Leicester Fosse         | 13 januari 1912 |
| Omspel | Leicester Fosse         | 6–1      | Croydon Common          | 22 januari 1912 |

## Andra omgången
| Nr     | Hemmalag                | Resultat | Bortalag             | Datum           |
| ------ | ----------------------- | -------- | -------------------- | --------------- |
| 1      | Darlington              | 1–1      | Northampton Town     | 3 februari 1912 |
| Omspel | Northampton Town        | 2–0      | Darlington           | 8 februari 1912 |
| 2      | Aston Villa             | 1–1      | Reading              | 3 februari 1912 |
| Omspel | Reading                 | 1–0      | Aston Villa          | 7 februari 1912 |
| 3      | Bolton Wanderers        | 1–0      | Blackpool            | 3 februari 1912 |
| 4      | Wolverhampton Wanderers | 2–1      | Lincoln City         | 3 februari 1912 |
| 5      | Middlesbrough           | 1–1      | West Ham United      | 3 februari 1912 |
| Omspel | West Ham United         | 2–1      | Middlesbrough        | 8 februari 1912 |
| 6      | Derby County            | 1–2      | Blackburn Rovers     | 3 februari 1912 |
| 7      | Everton                 | 1–1      | Bury                 | 3 februari 1912 |
| Omspel | Everton                 | 6–0      | Bury                 | 8 februari 1912 |
| 8      | Swindon Town            | 2–0      | Notts County         | 3 februari 1912 |
| 9      | Manchester City         | 0–1      | Oldham Athletic      | 3 februari 1912 |
| 10     | Fulham                  | 3–0      | Liverpool            | 3 februari 1912 |
| 11     | Barnsley                | 1–0      | Leicester Fosse      | 3 februari 1912 |
| 12     | Coventry City           | 1–5      | Manchester United    | 3 februari 1912 |
| 13     | Bradford City           | 2–0      | Chelsea              | 3 februari 1912 |
| 14     | Leeds City              | 0–1      | West Bromwich Albion | 3 februari 1912 |
| 15     | Crystal Palace          | 0–0      | Sunderland           | 3 februari 1912 |
| Omspel | Sunderland              | 1–0      | Crystal Palace       | 7 februari 1912 |
| 16     | Bradford Park Avenue    | 2–0      | Portsmouth           | 3 februari 1912 |

## Tredje omgången
| Nr     | Hemmalag             | Resultat | Bortalag                | Datum            |
| ------ | -------------------- | -------- | ----------------------- | ---------------- |
| 1      | Reading              | 1–1      | Manchester United       | 24 februari 1912 |
| Omspel | Manchester United    | 3–0      | Reading                 | 29 februari 1912 |
| 2      | Blackburn Rovers     | 3–2      | Wolverhampton Wanderers | 24 februari 1912 |
| 3      | Bolton Wanderers     | 1–2      | Barnsley                | 24 februari 1912 |
| 4      | Sunderland           | 1–2      | West Bromwich Albion    | 24 februari 1912 |
| 5      | Fulham               | 2–1      | Northampton Town        | 24 februari 1912 |
| 6      | West Ham United      | 1–1      | Swindon Town            | 24 februari 1912 |
| Omspel | Swindon Town         | 4–0      | West Ham United         | 28 februari 1912 |
| 7      | Oldham Athletic      | 0–2      | Everton                 | 24 februari 1912 |
| 8      | Bradford Park Avenue | 0–1      | Bradford City           | 24 februari 1912 |

## Fjärde omgången
| Nr     | Hemmalag             | Resultat | Bortalag          | Datum        |
| ------ | -------------------- | -------- | ----------------- | ------------ |
| 1      | West Bromwich Albion | 3–0      | Fulham            | 9 mars 1912  |
| 2      | Swindon Town         | 2–1      | Everton           | 9 mars 1912  |
| 3      | Barnsley             | 0–0      | Bradford City     | 9 mars 1912  |
| Omspel | Bradford City        | 0–0      | Barnsley          | 13 mars 1912 |
| Omspel | Barnsley             | 0–0      | Bradford City     | 18 mars 1912 |
| Omspel | Barnsley             | 3–2      | Bradford City     | 21 mars 1912 |
| 4      | Manchester United    | 1–1      | Blackburn Rovers  | 9 mars 1912  |
| Omspel | Blackburn Rovers     | 4–2      | Manchester United | 14 mars 1912 |

## Semifinaler
| Nr     | Hemmalag             | Resultat | Bortalag         | Arena                   | Datum        |
| ------ | -------------------- | -------- | ---------------- | ----------------------- | ------------ |
| 1      | West Bromwich Albion | 0–0      | Blackburn Rovers | Anfield, Liverpool      | 30 mars 1912 |
| Omspel | West Bromwich Albion | 1–0      | Blackburn Rovers | Hillsborough, Sheffield | 3 april 1912 |
| 2      | Barnsley             | 0–0      | Swindon Town     | Stamford Bridge, London | 30 mars 1912 |
| Omspel | Barnsley             | 1–0      | Swindon Town     | Meadow Lane, Nottingham | 3 april 1912 |

## Final
|       | 20 april 1912 | Barnsley | 0–0 | West Bromwich Albion | Crystal Palace                          |                                         |
| 16:00 | 16:00         |          |     |                      | Publik: 54 434 Domare: J. R. Schumacher | Publik: 54 434 Domare: J. R. Schumacher |
| 16:00 | 16:00         |          |     |                      | Publik: 54 434 Domare: J. R. Schumacher | Publik: 54 434 Domare: J. R. Schumacher |
| 16:00 | 16:00         |          |     |                      | Publik: 54 434 Domare: J. R. Schumacher | Publik: 54 434 Domare: J. R. Schumacher |

### Omspel

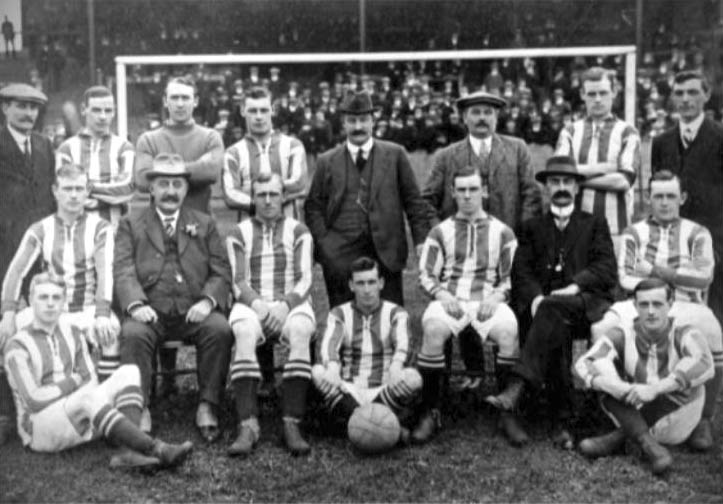
West Bromwichs lag i finalen

|       | 24 april 1912 | Barnsley     | 1–0 (e.fl.) | West Bromwich Albion | Bramall Lane, Sheffield                 |                                         |
| 16:00 | 16:00         | Tufnell 118′ | (0–0)       |                      | Publik: 38 555 Domare: J. R. Schumacher | Publik: 38 555 Domare: J. R. Schumacher |
| 16:00 | 16:00         |              |             |                      | Publik: 38 555 Domare: J. R. Schumacher | Publik: 38 555 Domare: J. R. Schumacher |
| 16:00 | 16:00         |              |             |                      | Publik: 38 555 Domare: J. R. Schumacher | Publik: 38 555 Domare: J. R. Schumacher |